# Рота (остров)
Рота (англ. Rota) — остров в архипелаге Марианские острова в Тихом океане. Принадлежит Северным Марианским островам и входит в состав муниципалитета Рота.

## География

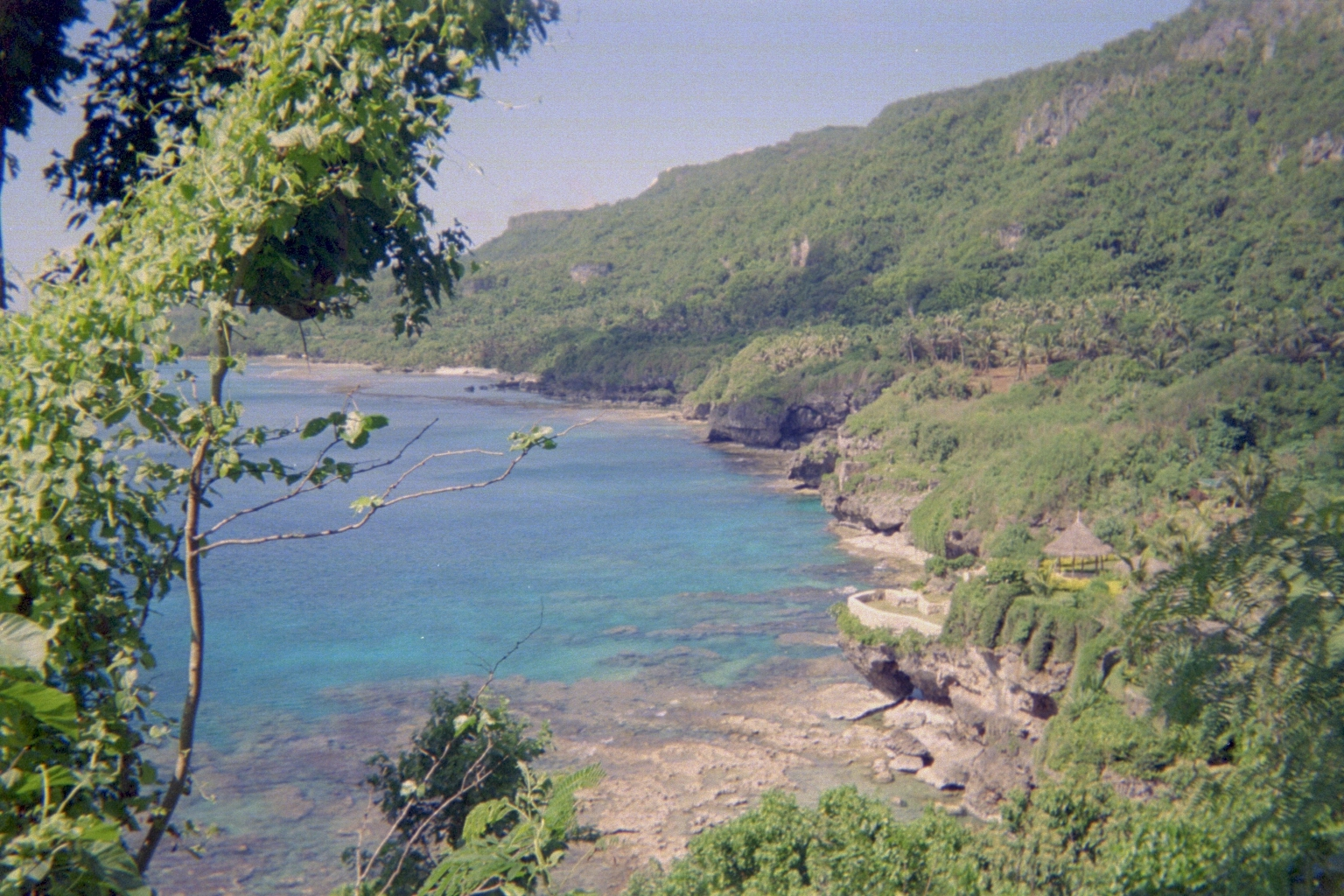
Побережье острова.

Остров Рота расположен в южной части архипелага Марианские острова. Омывается водами Тихого океана. В 58 км к юго-западу от острова расположен остров Гуам, в 90 км к северо-востоку — остров Тиниан. Ближайший материк, Азия, находится в 3000 км.
Остров Рота имеет смешанное вулканическое и коралловое происхождение. Берега скалисты и обрывисты, остров окружён коралловым рифом. Длина Роты составляет около 19 км, ширина — 8 км. Высшая точка Роты, гора Манира, достигает 491 м. Площадь острова составляет 85,39 км².
Климат влажный тропический. Остров подвержен циклонам.

## История
Европейским первооткрывателем Роты был испанский мореплаватель Фернан Магеллан, открывший остров в 1521 году. В конце XVII века Марианские острова стали владением Испании.
12 февраля 1899 года они были проданы Испанией Германии. С 1907 года Рота был частью Германской Новой Гвинеи, подчиняясь окружному офицеру Каролинских островов.
14 октября 1914 года Марианские острова были оккупированы японцами. В 1920 году над островами был установлен мандат Лиги Наций под управлением Японии. Во время Второй мировой войны каких-либо военных действий на Роте не велось.

## Население
В 2010 году численность населения Роты составляла 2527 человек (подавляющее большинство из них — представители народа чаморро). Крупнейшее поселение — деревня Сонгсонг.

## Экономика
На острове действует крупнейший в Содружестве международный аэропорт. Развивается туризм.